# 具格

セルボ・クロアチア語におけるbiciklo（自転車）の具格（biciklom）。前置詞 s(a) の有無により文の意味が変わる。

具格（ぐかく、英: instrumental case、羅: casus instrumentalis）は、名詞の格の一つで、道具・手段を表す。スラヴ語派では造格という。チェコ語では7格と呼ぶ場合もある。トルコ語では共同・手段格と呼ぶことがある。グロスではINSと省略される。
サンスクリットにおいては独立の格形を保っているが、古典ギリシア語では与格に、ラテン語では奪格に吸収された。
英語の"throw stones"（石を投げる）に対応する表現は、多くの言語において具格を用いる。英語においては具格をとるわけではないが、他の言語で具格となるような目的語について、手段の目的語または道具目的語と呼ぶこともできる。
インドヨーロッパ語族以外の言語でも、朝鮮語やトルコ語などに具格が存在する。